# Minha Vida em Suas Mãos
Minha Vida em Suas Mãos é um filme brasileiro de 2001, dirigido por José Antônio Garcia, o último filme do diretor.
A direção de fotografia é de José Tadeu Ribeiro; direção de arte de Henrique Mourthé; figurinos de Karla Monteiro; edição de João Paulo de Carvalho. A distribuição é da Rio filme, a produção de Maria Zilda Bethlem e a trilha sonora é de David Tygel.

## Enredo
Antônio é demitido do emprego e se torna vítima de um assalto, em que perde seu carro e todo o dinheiro do fundo de garantia, ganho após anos de trabalho. Desiludido, resolve assaltar. Em meio à fuga, ele se depara com Júlia, uma professora de psicologia. Ele a faz refém por três dias. Eles se apaixonam, mas não sabem o que fazer com esta relação complexa.

## Elenco
- Maria Zilda Bethlem .... Júlia
- Caco Ciocler .... Antônio
- Cristina Aché .... Ana
- Suely Franco .... Inês
- Imara Reis .... Flor
- Eduardo Galvão .... Roberto
- Ney Latorraca .... Analista
- Ricardo Petraglia .... Policial
- Paulo César Grande .... Simon
- Guilherme Leme .... Bosco
- Maurício Branco .... Cléber
- José D'Artagnan Júnior .... Valdecir
- Cissa Guimarães .... Beth
- Ana Carbatti .... Salete
- Cláudia Mauro
- Cláudio Correia e Castro .... Assaltado
- Cláudio Mamberti .... Patrão
- Marcos Pasquim .... Segurança
- Antônio Grassi
- Luiz Carlos Lacerda
- Roberto Bonfim
- Stepan Nercessian
- Antônio Pedro
- Roberto Talma